# 九一式飛行艇
広廠 H4H 九一式飛行艇
- 分類：飛行艇
- 設計者：岡村純
- 製造者：広海軍工廠
- 運用者：大日本帝国海軍
- 初飛行：1932年
- 生産数：47機
- 運用状況：退役

九一式飛行艇（きゅういちしきひこうてい）は、1930年代の日本海軍で輸送飛行や沿岸の哨戒に運用された飛行艇。広海軍工廠（広廠）で設計・製作された。略符号は「H4H」。

## 概要
一五式飛行艇および八九式飛行艇を代替する新型中型飛行艇として、広廠は1931年（昭和6年）から岡村純造兵少佐を設計主務者として高翼単葉の双発飛行艇の開発を開始し、1932年（昭和7年）に試作一号機が完成、数種類の仕様の機体が試作された後、広廠「九一式二型」水冷W型エンジン（離昇750 hp）を搭載した機体が九一式一号飛行艇（H4H1）として制式採用され、川西航空機での生産が始まり、1933年（昭和8年）から運用が開始された。
その後、尾翼などの設計を変更し、エンジンを空冷星型のプラット・アンド・ホイットニー R-1690を三菱がライセンス生産した「明星」に換装し出力向上させた九一式二号飛行艇（H4H2）が開発された。また、三菱がライセンス生産したイスパノ・スイザ製650 hpエンジンや中島製の「寿」（460 hp）を搭載した機体も試作された。H4H1、H4H2と合わせて47機が製造され、1930年代を通じて日中戦争などの第一線や後方での輸送・哨戒に使用されたが、旧式化に伴い1937年（昭和12年）に製造を終了した。

## 要目（H4H2）
- 全長：16.57 m
- 翼幅：23.46 m
- 全高：6.22 m
- 翼面積：82.70 m2
- 自重：4,663 kg
- 全備重量：7,500 kg
- エンジン：三菱 明星一型/二型 空冷星型9気筒（離昇800 hp） × 2
- 最大速度：233 km/h
- 航続距離：1260 km
- 実用上昇限度：3,620 m
- 武装：
7.7mm旋回機銃 × 3
250kg爆弾 × 2
- 乗員：6 - 8名